# イオシフ・コンタ
イオシフ・コンタ（Iosif Conta、1924年9月14日 - 2006年11月8日）は、ルーマニアの指揮者。

## 経歴
1924年、アラド県ブルザヴァ生まれ。ティミショアラ音楽院等でヴァイオリンを専攻し、1948年に卒業後はブカレスト音楽院でコンスタンティン・シルヴェストリやジョルジェ・ジョルジェスクらに師事。
音楽院在学中の1952年には文芸誌『現代』の編集者としても働いた。
1954年に音楽院を卒業後は、ロンドンでトマス・ビーチャムの所で短期間学び、同年より1982年までルーマニア国立放送管弦楽団の首席指揮者となった。
その後は母校のブカレスト音楽院で教鞭をとり、晩年はイズミルの市立管弦楽団の育成にも携わった。
ブカレストにて死去。

## 註
1. ↑  telegrafonline.ro